# Asplenium cuspidatum
Asplenium cuspidatum là một loài thực vật có mạch trong họ Aspleniaceae. Loài này được Lam. miêu tả khoa học đầu tiên năm 1786.